# Neoempheria brevilineata
Neoempheria brevilineata är en tvåvingeart som beskrevs av Toyohi Okada 1939. Neoempheria brevilineata ingår i släktet Neoempheria och familjen svampmyggor. Inga underarter finns listade i Catalogue of Life.